# André-Jacques Garnerin
André-Jacques Garnerin [andré žak garneren] (31. leden 1769 Paříž – 18. srpen 1823 tamtéž) byl vynálezce padáku a parašutismu.

## Život
Během první fáze francouzských revolučních válek v letech 1792–1797 byl zajat britskou armádou a poté vydán Rakušanům, kteří ho po tři roky věznili v Budapešti. Již tehdy se údajně začal zabývat ideou padáku, který by mu mohl pomoci z vězení utéct.
Po propuštění a návratu do Francie se Garnerin zapojil do letů horkovzdušnými balóny. Zabýval se bezpečností posádky, která při vzplanutí balónu nebo selhání závěsů měla jen minimální šanci přežít. Začal tehdy vážně uvažovat o možností použití evakuačního padáku. Jeho první experimenty byly založeny na zařízeních tvaru deštníku, pozdějšími pokusy došel k použití textilního padáku ve tvaru kupole, se zavěšením po obvodu. Na takový padák pak přivázal svého psa a vyhodil ho z koše balónu, pes tento pád přežil zcela nezraněn a dokonce páníčka po přistání vítal, což pro Garnerina bylo důkazem správné cesty.
První veřejná demonstrace Garnerinova záchranného padáku se uskutečnila 22. října 1797 nad Parc Monceau v Paříži. Tehdy nechal svou gondolu, taženou vodíkem plněným balónem, vystoupat zhruba do výšky 900 metrů, a poté přeřízl spojovací lano. Balonový koš se s ním řítil k zemi několik sekund, než se rozevřel hedvábný padák. Protože však padák neměl středový otvor, vzduch zpod něj mohl unikat jen podél okrajů a způsoboval tak obrovské výkyvy od svislé osy. Koš vlivem větru dopadl zhruba kilometr od místa startu, po dopadu se několikrát odrazil. Přistání tedy nebylo úplně měkké, Garnerin si při dopadu koše zranil kotník a po rychlém, houpavém klesání zvracel, ale to byly jen drobné nepříjemnosti jinak úspěšného pokusu. 
8. července 1798 Garnerin zorganizoval první let balónem pro ženu, navzdory varováním lékařských odborníků, že křehké ženské tělo takovou akci nevydrží. Let tehdy trval několik hodin a balón byl ve větru unesen z Paříže do cca 15 kilometrů vzdáleného Goussainville. Ženská spolucestující Citoyenne Henri samozřejmě akci přežila bez újmy.
Po prvním Garnerinově použití padáku se s ním seznámila Jeanne-Geneviève Labrosseová, stala se jeho žákyní a 10. listopadu 1798 i jeho spoluletkyní, a 12. října 1799 spolu také absolvovali společný padákový „seskok“. Pomáhala mu s dalším vývojem padáku, a když Garnerin za pomoci přítele astronoma Jérôme Lalanda přišel na to, že nepříjemný houpavý pohyb padáku lze eliminovat pomocí malého otvoru ve vrchlíku, nutila ho padák patentovat – přihlášku však musela jeho jménem podat sama dne 11. října 1802. Nakonec se stala Garnerinovou manželkou.
V roce 1802 se Garnerin vydal do Spojeného království předvádět balóny a padáky, 21. září předvedl v Londýně rekordní seskok padákem z výšky cca 2,5 km. 3.–4. října 1803 přeletěl Garnerin vzdálenost 395 km mezi Paříží a Lucemburkem v balónu.
Garnerin zemřel po nehodě při stavbě balónu v Paříži ve věku 54 let, když na něho spadl trám.

## Jiní průkopníci parašutismu
- Za autora nejstarší myšlenky padáku je považován Leonardo da Vinci.
- Roku 1617 Leonardův plachtový padák vylepšil chorvatský vědec Faust Vrančić, který s ním také 17. ledna téhož roku seskočil ze zvonice baziliky sv. Marka v Benátkách. Výsledky pokusu jsou nejasné – podle některých zdrojů se při něm Vrančić zabil, podle jiných ho přežil a zemřel až o pár týdnů později.
- V roce 1783 seskočil s deštníkovým padákem z balkonu věže Tour de la Babotte pařížské observatoře Montpellier francouzský fyzik Louis-Sébastien Lenormand, pokus přežil.[1]
- Roku 1890 byl poprvé vyzkoušen padák, který byl sbalen ve vaku.
- Roku 1911 byl patentován pomocný výtažný padáček, který je z vaku uvolněn jako první a svým tahem uvolní z vaku hlavní padák.

## Galerie

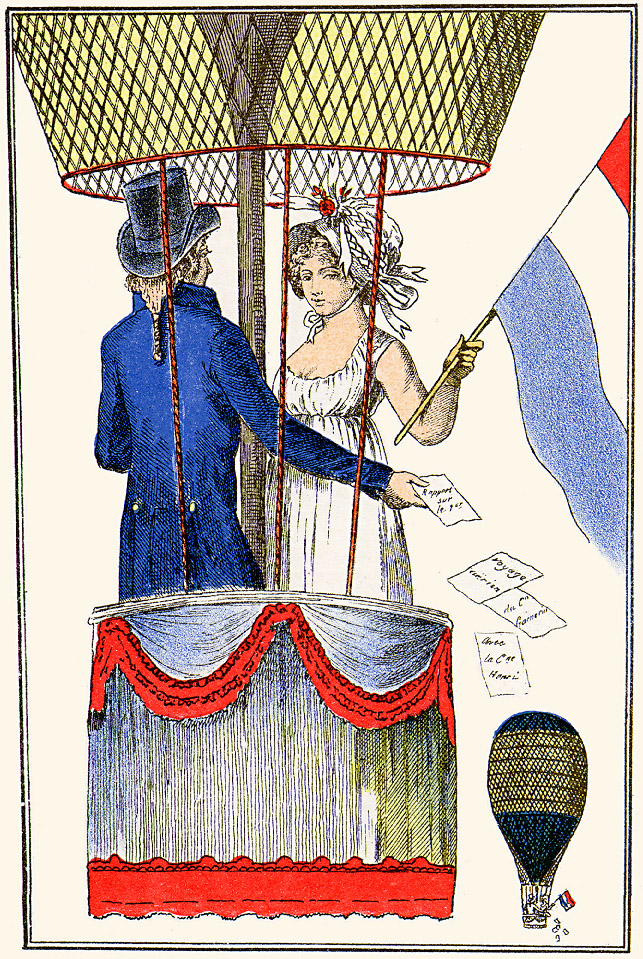
Vyobrazení Garnerinovy „voyage aérien“ (vzdušné cesty) s „la citoyenne Henri“ z let 1797–1798
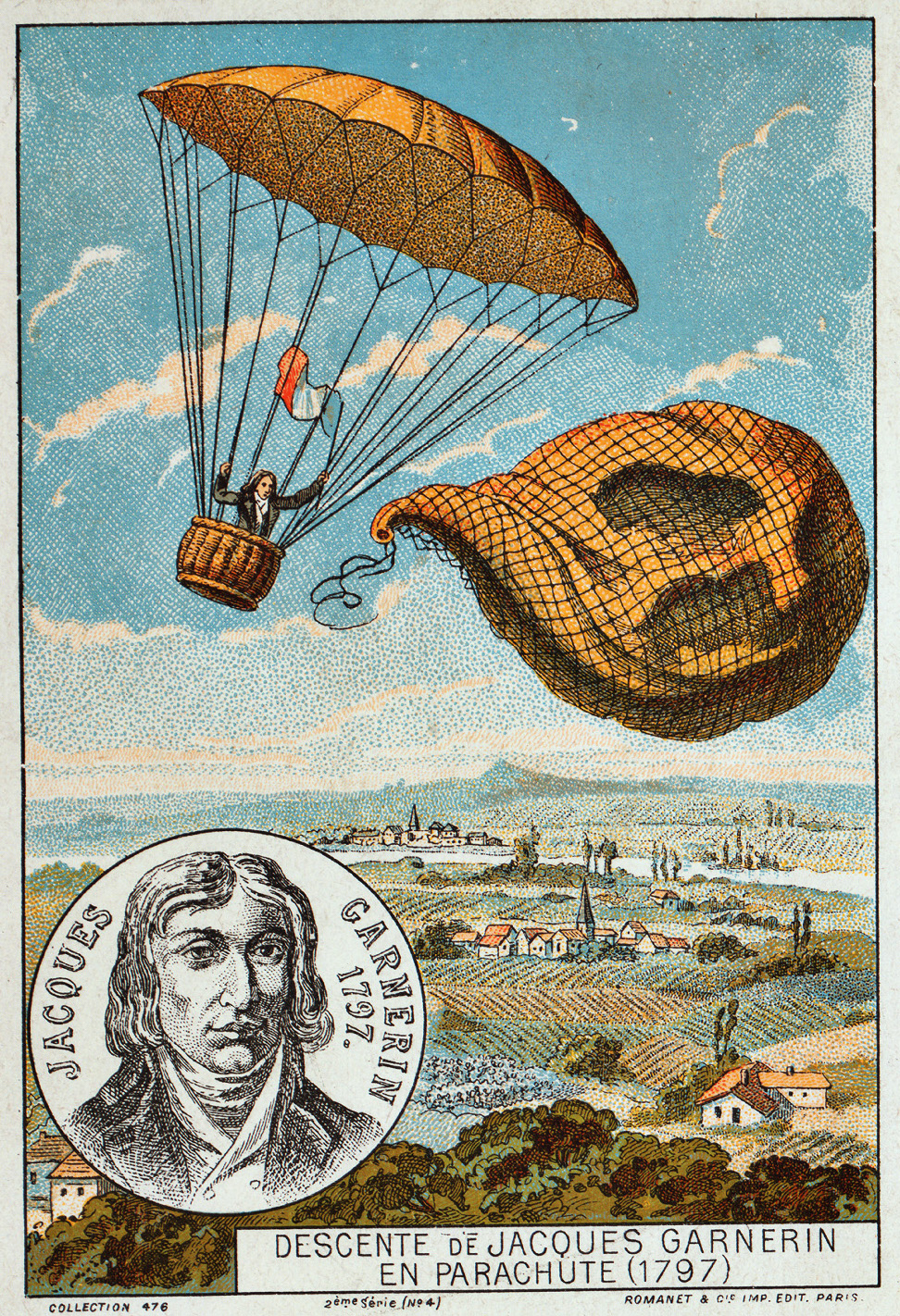
Garnerin vypouští balón a sestupuje za pomoci padáku, 1797. Kresba z 19. století